# تست شیرمر

تست شیرمر:قرار دادن کاغذ تست در قسمت پایینی پلک

آزمون شیرمر (به انگلیسی: schirmer test) بیانگر این است که آیا چشم به اندازهٔ کافی اشک برای خیس نگاه داشتن آن تولید می‌کند یا نه. این آزمون زمانی استفاده می‌شود که یک فرد تجربهٔ خشکی چشم یا آبریزش بیش از حد دارد. انجام این تست هیچ خطری برای فرد ندارد. جواب منفی تست (یعنی بیشتر از 10میلی‌متر از کاغذ تست اگر در ۵ دقیقه خیس شود) نتیجه آزمون نرمال است. هر دو چشم به‌طور معمول ترشح یکسانی خواهند داشت.
آن را به نام اتو شیرمر.

## روش تست

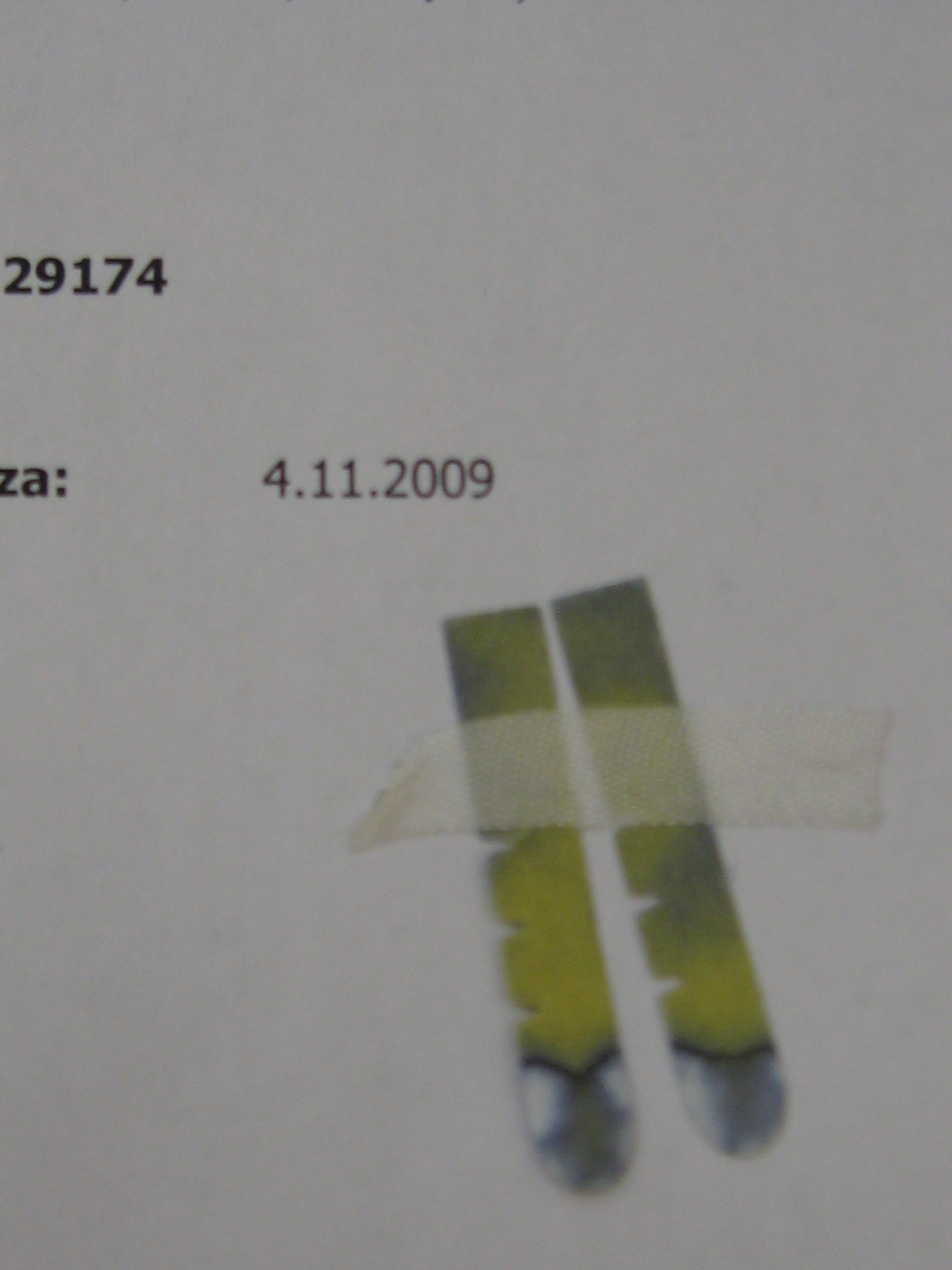
Schirmer تست = ۰٬۰۰ در سندرم شوگرن

تست شیرمر با استفاده از نوارهای کاغذی که در چشم را برای چند دقیقه قرار داده می‌شود به منظور اندازه‌گیری تولید اشک انجام می‌شود. هر دو چشم در یک زمان مورد آزمایش قرار می‌گیرند. اغلب این آزمون شامل قرار دادن یک نوار کوچک از کاغذ فیلتر در داخل پلک تحتانی (پایین‌تر از فورنیکس) می‌باشد. چشم برای ۵ دقیقه بسته می‌ماند. سپس کاغذ برداشته شده و میزان رطوبت روی کاغذ، اندازه‌گیری می‌شود. گاهی اوقات یک بی‌حسی موضعی قبل از اینکه کاغذ در درون چشم قرار بگیرد، می‌ریزند تا از تحریک چشم توسط کاغذ جلوگیری کنند. استفاده از بی‌حس‌کننده تضمین می‌کند که تنها میزان بازال اشک ترشح شده مورد اندازه‌گیری قرار می‌گیرد.این تکنیک اشک پایه را اندازه‌گیری می‌کند.در یک فرد جوان به‌طور معمول 15 mm از کاغذ خیس می‌شود، به دلیل کاهش‌اشک(به انگلیسی: hypolacrimation) که با افزایش سن رخ می‌دهد ۳۳ درصد از افراد مسن نرمال، ممکن است تنها 10 میلی‌متر در ۵ دقیقه را مرطوب کنند. میزان این تست در افراد با سندرم شوگرن کمتر از 5 میلی‌متر در ۵ دقیقه.

## جواب آزمون
```
۱. طبیعی : اگر بیشتر از 15mmرا بعد از ۵ دقیقه خیس کند. (≥15 mm). : ۲. خفیف : اگر بین mm 9-14را بعد از ۵ دقیقه خیس کند. : ۳. متوسط: 8-4 میلیمتر خیس کردن کاغذ پس از ۵ دقیقه. : ۴. شدید: <4 mm خیس کردن کاغذ پس از ۵ دقیقه.
```

## آزمون شیرمر در دامپزشکی (سگ و گربه)
آزمون شیرمر (Schirmer Tear Test; STT) به‌عنوان یک ابزار تشخیصی استاندارد در افتالمولوژی دامپزشکی برای ارزیابی تولید اشک پایه و تشخیص بیماری‌هایی مانند کراتوکونژنکتیویت سیکا (KCS) در سگ و گربه استفاده می‌شود. مطالعات اخیر نشان داده‌اند که روش اجرای این تست (از جمله وضعیت پلک و استانداردسازی) تأثیر مستقیمی بر دقت نتایج دارد.

### روش اجرا و تفاوت‌های کلیدی با پزشکی
۱. وضعیت پلک:  
```
  - در دامپزشکی، 
بستن پلک
 در طول تست به‌طور معناداری نتایج را افزایش می‌دهد. مطالعات روی نژادهای لابرادور رتریور و شیتزو نشان می‌دهد که میانگین تولید اشک در حالت پلک بسته تا 
۲۱.۶ میلی‌متر در دقیقه
 می‌رسد، در حالی که در حالت باز این مقدار به حدود 
۱۷.۸ میلی‌متر
 کاهش می‌یابد
[
۴
]
.  
  - دلیل اصلی: جلوگیری از 
تبخیر اشک
 و تحریک 
اشک‌دهی رفلکسی
 به دلیل تماس مداوم نوار با قرنیه
[
۵
]
.  
```

۲. مدت زمان تست:  
```
  - در دامپزشکی، زمان استاندارد تست 
۶۰ ثانیه
 است (برخلاف ۵ دقیقه در انسان)
[
۶
]
.  
```

۳. نقش نژاد:  
```
  - نژادهای 
براکیوسفالیک
 (مانند پاگ و بولداگ) و سگ‌های با پلک‌های شل (مثل شیه‌تزو) به دلیل آناتومی خاص، مستعد خطا در نتایج هستند و نیاز به تکنیک‌های اصلاحی دارند
[
۷
]
.  
```

### رویکرد جدید
بر پایهٔ پژوهش‌های منتشرشده در Journal of Veterinary Ophthalmology:  
- روش ترجیحی:  
```
 - پلک‌ها باید با کمک دستیار 
به‌طور کامل بسته
 نگه داشته شوند.  
 - نوار شیرمر در 
یک‌سوم خارجی پلک پایین
 قرار گیرد.  
```

- ثبت متغیرها:  
```
 - وضعیت پلک (باز/بسته)، نژاد بیمار، و استفاده از داروهای موضعی (مانند سیکلوسپورین)
[
۲
]
.  
```

- تفسیر نتایج:  
```
 - 
مقادیر طبیعی در سگ
: ≥۱۵ میلی‌متر/دقیقه (پلک بسته).  
 - 
مقادیر غیرطبیعی
: ≤۱۰ میلی‌متر/دقیقه نشانهٔ KCS است
[
۵
]
.  
```

### اهمیت بالینی
- تشخیص KCS: کاهش تولید اشک در سگ‌ها می‌تواند به زخم قرنیه و نابینایی منجر شود. نژادهای مستعد شامل شیه‌تزو، کاوالیر کینگ چارلز اسپانیل، و بولداگ هستند.  
- پایش درمان: در بیماران تحت درمان با سیکلوسپورین، انجام تست به‌صورت ماهانه با روش ثابت (پلک بسته) ضروری است.  

### چالش‌ها و راهکارها
- جابه‌جایی نوار: در نژادهای با چشم‌های برجسته (مثل پکینیز)، استفاده از چسب پلک برای ثابت کردن نوار توصیه می‌شود.  
- خطاهای رایج: عدم ثبت وضعیت پلک در گزارش‌ها می‌تواند تا ۳۰٪ تفاوت در نتایج ایجاد کند.  

## جایگزین‌های آزمون شیرمر
با وجود اینکه این تست بیش از یک قرن در دسترس است، چندین مطالعات بالینی نشان داده‌اند که آن، قادر به تشخیص گروه بزرگی از افراد مبتلا به خشکی چشم نیست. ازین رو تست‌های جدید و بهتری در حال به وجود آمدن می‌باشد.
یک تستی که اتصال آهن مولکول را اندازه‌گیری می‌کند، به نام لاکتوفرین است. به نظر می‌رسد مقدار این مولکول رابطهٔ نزدیکی با تولید اشک داشته باشد. بیماران مبتلا به کم تولید اشک و خشکی چشم دارای سطح پایین از این مولکول هستند. این تست ممکن است به خصوص برای بیماران مبتلا به خشکی چشم با ارزش باشند زیرا بوسیلهٔ آن می‌توانید استراتژی درمان برای خشکی چشم را تعیین کنید.
محتوای اشک نیز ممکن است مورد بررسی قرار بگیرد مثلاً لیزوزیم کهیک آنزیم است که در اشک وجود دارد.
یکی دیگر از تست استفاده از قطره ی فلورسین است که چشم را رنگ می‌کند. رنگ باید در حدود ۲ دقیقه از مجرای اشکی عبور کند و از بینی تخلیه شود.. اگر بیماران به اندازه کافی اشک برای خارج کردن فلورسئین از دماغش نداشت این زمان طولاتر خواهد بود. البته تست‌های دیگری نیز وجود دارد. جهت رنگ‌آمیزی قرنیه از فلورسئین استفاده می‌شود. نوارهای کاغذ استریل حاوی فلورسئین (زردرنگ) را مرطوب کرده موقتاً روی سطح داخلی پلک تحتانی قرار می‌دهیم تا رنگ در اشک حل شود [قبل از آن از نبودن عدسی تماسی چشمی در چشم بیمار اطمینان حاصل نمائید]. سپس قرنیه با نور آبی اسلیت لامپ معاینه می‌شود. درحالت طبیعی بر روی قرنیه یک لایه نازک و یکنواخت رنگ (آبی رنگ) قرار می‌گیرد. اگر سطح قرنیه غیر طبیعی باشد (کراتیت اشعه ماوراء بنفش، سائیدگی ناشی از ضربه یا جسم خارجی یا زخم عفونی) رنگ در آنجا تجمع یافته، ناحیه‌ای غیریکنواخت (سبزرنگ) نسبت به بقیه قرنیه ایجاد می‌شود. در بررسی نشت زلالیه هم می‌توان از این روش استفاده کرد.

## خشکی چشم
خشکی چشم می‌تواند نشای از شزایط مثل موارد زیر باشد:
Aging دهیدراسیون زخم‌ها و عفونت‌های قرنیه عفونت‌های چشمی مثل عفونت ملتحمه نقص Vitamin A نشانگان شوگرن اختلالات اشک ثانویه به بعضی اختلالات مثل لنفوم، لوسمیبیماری‌های روماتویید ارتریت همچنین به دلیل عوارض بعد از عمل LASIK یا PRK عدم خروج اشک از بینی می‌تواند به دلیل بعضی عفونت‌های چشمی گرفتگی مجرای اشکی